# Talmaskin
Talmaskin kallas en apparat, som härmar det mänskliga talet. Wolfgang von Kempelen konstruerade 1791 en talmaskin, vilken förbättrades av mekanikern Faber i Wien 1843. På denna framkallades de särskilda ljuden genom anslag av tangenter, så att maskinen kunde såväl tala som sjunga alla ord och satser i vilket språk som helst. Hermann von Helmholtz lyckades medelst sin stämgaffelvokalapparat återge vokalljuden och förklara deras natur. En fullständigare talmaskin var fonografen.